# Gernot Schmidt (Landrat)

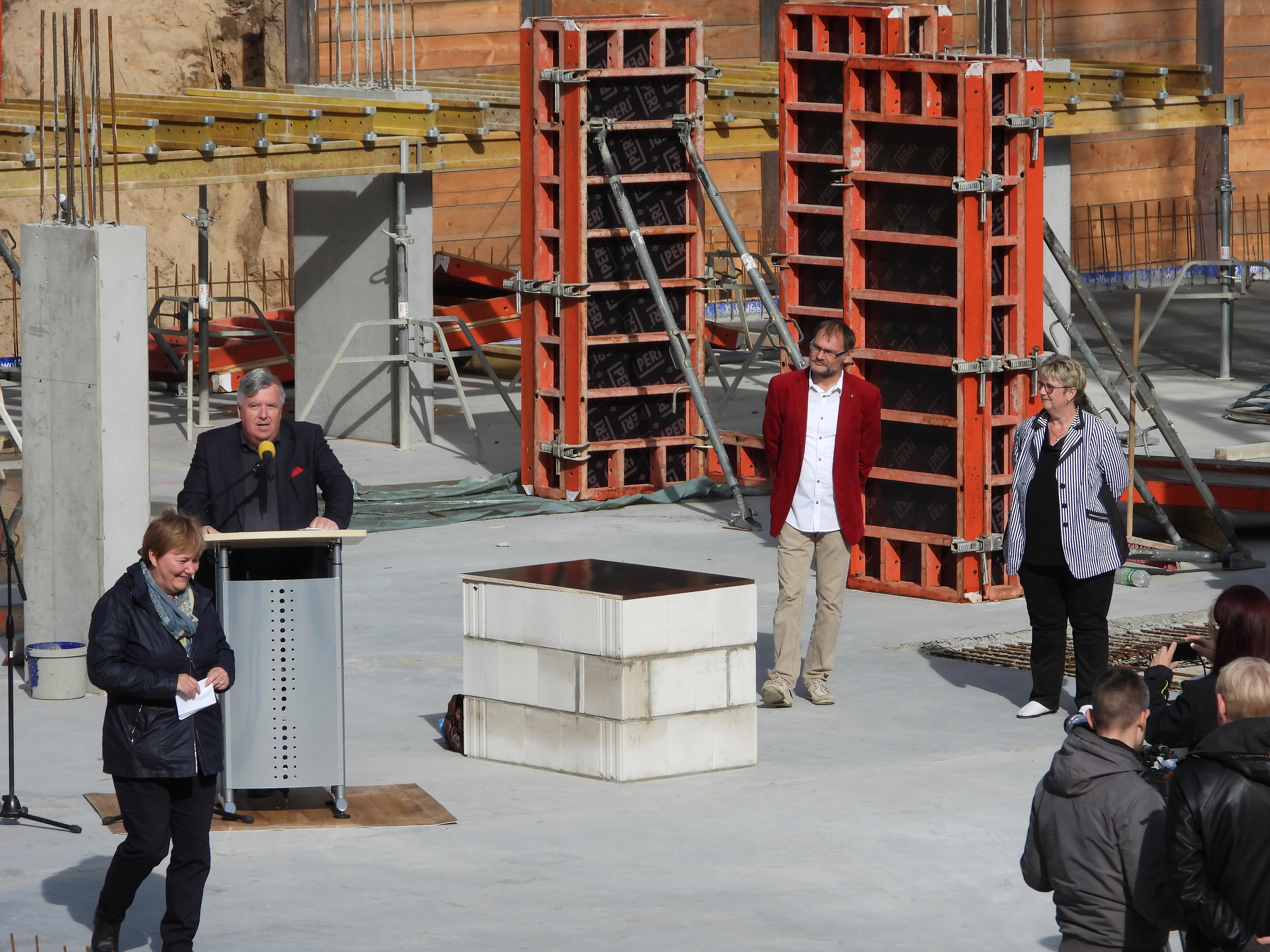
Gernot Schmidt am Rednerpult, 2021

Gernot Schmidt (* 1962 in Anklam) ist ein deutscher Politiker (SPD) und seit 2005 Landrat des Landkreises Märkisch-Oderland in Brandenburg.

## Leben
Schmidt besuchte die Polytechnische Oberschule in den Jahren 1969 bis 1979 und absolvierte anschließend eine dreijährige Berufsausbildung mit Abitur zum Agrotechniker. Es folgte der Grundwehrdienst in der NVA. Ab 1984 arbeitete er als Forstarbeiter sowie als Meliorationsarbeiter, bis er im Jahr 1989 in die SPD eintrat und 1990 in die Politik ging.
In den Jahren 1990 bis 1999 war er als Pressesprecher und persönlicher Referent für die Landräte Albert Lipfert (SPD), Gunter Fritsch (SPD) und Jürgen Reinking (SPD) im Land Brandenburg tätig. Gleichzeitig war Schmidt ab 1990 ehrenamtlicher Bürgermeister der Gemeinde Werbig, nach deren Eingemeindung 2003 nach Seelow Ortsbürgermeister in Werbig und Mitglied der Stadtverordnetenversammlung Seelow. Im Jahr 1991 erwarb er auch die Befähigung zum höheren Verwaltungsdienst. Seit 1999 wirkte Schmidt als Fraktionsgeschäftsführer der SPD-Landtagsfraktion. Von 2004 bis 2005 war er Büroleiter, Pressesprecher sowie Protokollchef beim Präsidenten des Landtages von Brandenburg Gunter Fritsch. In dieser Zeit war Schmidt auch Mitglied des Kreistages Märkisch-Oderland sowie Fraktionsvorsitzender der SPD-Kreistagsfraktion.
Seit dem 1. Dezember 2005 ist er Landrat des Landkreises Märkisch-Oderland. 2013 und 2021 wurde er bei Landratsstichwahlen wieder gewählt.
Ein bundesweites Echo fand im Februar 2022 ein wenige Tage vor dem russischen Überfall auf die Ukraine von Schmidt verfasster Brief an den russischen Präsidenten Wladimir Putin, in dem er den Kremlchef zu einer Feier aus Anlass des 50-jährigen Bestehens der Gedenkstätte Seelower Höhen einlud. In dem von anderen lokalen Politikern aus den Reihen von SPD und Linken (Wolfgang Heinze und Bettina Fortunato) mitunterzeichneten Brief machte Schmidt „den Westen“ für die russisch-ukrainischen Spannungen verantwortlich, er schrieb vom „verbalen Aufrüsten in großen Teilen der westlichen Welt“. Die Wochenzeitschrift Focus wertete den Brief als „unterwürfig“, der Spiegel als „unkritisch“. Der CDU-Fraktionschef im Brandenburger Landtag, Jan Redmann, nannte den Brief eine „peinliche Ergebenheitsadresse an Putin“ und warf Schmidt vor, die „völkerrechtswidrigen Drohungen Russlands gegenüber der Ukraine“ nicht zu erwähnen. Einen Tag nach dem Beginn der russischen Invasion in die Ukraine sagte Schmidt am 25. Februar 2022 die Gedenkfeier ab.
Schmidt ist verheiratet und Vater einer Tochter.